# Yūkan Club
Yūkan Club (jap. 有閑倶楽部 Yūkan kurabu) – manga autorstwa Yukari Ichijō, publikowana w magazynie „Margaret” wydawnictwa Shūeisha w latach 1982–2002. W 1986 roku seria zdobyła nagrodę Kōdansha Manga w kategorii shōjo.
W 1991 roku na podstawie mangi powstały dwa odcinki OVA. W 2007 roku seria doczekała się również adaptacji w formie TV dramy.

## Fabuła
Historia opowiada o sześciu zamożnych uczniach renomowanego liceum (trzech chłopcach i trzech dziewczętach), którzy wykorzystują swój wolny czas na rozwiązywanie zagadek i wspieranie miejscowego szefa policji, będącego ojcem jednego z nich. Każde z nich ma odmienną osobowość i unikalne cechy, ale łączy ich silne poczucie sprawiedliwości, dobre serce i wyraźnie ugruntowane zasady moralne. Czują gniew i frustrację wobec absurdu oraz zła obecnego na świecie, a swoje emocje przekuwają w działanie, podejmując wyzwanie rozwiązywania najtrudniejszych i najbardziej tajemniczych spraw, które los stawia na ich drodze.

## Manga
Seria była publikowana w magazynie „Margaret” w latach 1982–2002. Jej rozdziały zostały następnie zebrane w 19 tankōbonach, wydawanych od 13 grudnia 1982 do 15 listopada 2002 nakładem wydawnictwa Shūeisha. Między 18 maja 2000 a 18 kwietnia 2002 ukazała się również 10 tomowa edycja kanzenban.
| Nr | Data wydania (język japoński) | ISBN (język japoński) |
| -- | ----------------------------- | --------------------- |
| 1  | 13 grudnia 1982               | ISBN 4-08-853248-1    |
| 2  | 15 lipca 1983                 | ISBN 4-08-853266-X    |
| 3  | 13 stycznia 1984              | ISBN 4-08-853283-X    |
| 4  | 15 października 1984          | ISBN 4-08-853310-0    |
| 5  | 15 sierpnia 1985              | ISBN 4-08-853340-2    |
| 6  | 15 maja 1986                  | ISBN 4-08-853367-4    |
| 7  | 15 października 1986          | ISBN 4-08-853382-8    |
| 8  | 15 maja 1987                  | ISBN 4-08-853404-2    |
| 9  | 9 grudnia 1987                | ISBN 4-08-853426-3    |
| 10 | 9 grudnia 1988                | ISBN 4-08-853466-2    |
| 11 | 14 września 1989              | ISBN 4-08-853497-2    |
| 12 | 10 grudnia 1990               | ISBN 4-08-853546-4    |
| 13 | 13 listopada 1992             | ISBN 4-08-853636-3    |
| 14 | 15 października 1993          | ISBN 4-08-853693-2    |
| 15 | 10 sierpnia 1994              | ISBN 4-08-853748-3    |
| 16 | 8 sierpnia 1996               | ISBN 4-08-853873-0    |
| 17 | 12 listopada 1998             | ISBN 4-08-856110-4    |
| 18 | 7 grudnia 1999                | ISBN 4-08-856180-5    |
| 19 | 15 listopada 2002             | ISBN 4-08-856421-9    |

## OVA
Manga została zaadaptowana na dwa odcinki OVA wyprodukowane przez studio Magic Bus i wyreżyserowane przez Setsuko Shibuichi. Motywami kończącymi oba z nich są odpowiednio: „Shake Dance” i „Rainy Dance”. Oba utwory zostały wykonane przez zespół Toy Boys. Pierwsza OVA została wydana na kasetach VHS 25 lipca 1991. Druga miała premierę w japońskich kinach 14 grudnia 1991, a 25 kwietnia 1992 została wydana również na VHS.

## TV drama
10-odcinkowa TV drama w reżyserii Taro Oyi była emitowana na antenie Nippon TV od 16 października do 18 grudnia 2007. Piosenką przewodnią serialu był utwór „Keep The Faith” zespołu KAT-TUN, który osiągnął ogromny sukces, zajmując piąte miejsce na liście najlepiej sprzedających się singli Oriconu w 2007 roku.

### Obsada
Opracowano na podstawie źródła.
- Jin Akanishi jako Miroku Shochikubai
- Yū Yokoyama jako Seishiro Kikumasamune
- Junnosuke Taguchi jako Granmarie Bido
- Minami jako Yuri Kenbishi
- Yuu Kashii jako Noriko Hakushika
- Emi Suzuki jako Karen Kizakura
- Takeshi Kaga jako Jishu Shochikubai
- Tsurutarō Kataoka jako Mansaku Kenbishi
- Kazuko Kato jako Yuriko Kenbishi